# غرغون
غُرْغُون (الاسم العلمي: Gorgonia)، جنس من المرجان الرخو، ينتمي إلى فصيلة الغرغونيات.

## الأنواع
بحسب السجل العالمي للأنواع البحرية يضم الجنس الأنواع التالية:
- Gorgonia clathrus بيتر سيمون بالاس, 1766
- Gorgonia coarctata (اشيل فالنسيان, 1855)
- Gorgonia flabellum كارولوس لينيوس، 1758
- Gorgonia flavescens Kükenthal, 1924
- Gorgonia gracilis Verrill, 1868
- Gorgonia mariae Bayer, 1961
- Gorgonia reticulum Pallas, 1766
- Gorgonia ventalina Linnaeus, 1758
- Gorgonia venusta Dana, 1846
- Gorgonia petezichans Pallas, 1766 (nomen dubium)